# Federación de Fútbol de Castilla-La Mancha
La Federación de Fútbol de Castilla-La Mancha (FFCM) es la federación territorial de la Real Federación Española de Fútbol en Castilla-La Mancha. Tiene su origen en la antigua Federación Castellana de Fútbol, de la cual se segregó en 1986.

## Historia
La FFCM fue fundada en 1986, integrada por los clubes de las provincias de Toledo, Ciudad Real, Cuenca y Guadalajara, que pertenecían desde 1932 a la Federación Castellana de Fútbol (anteriormente habían pertenecido desde 1913 a la Federación Regional Centro), y los de Albacete que lo hacían en la Federación de Murcia.
Es representada por la Selección de fútbol de Castilla-La Mancha.